# Сильвестров Валентин Васильович
Валенти́н Васи́льович Сильве́стров (нар. 30 вересня 1937, Київ) — український композитор. Народний артист Української РСР (1989), лауреат Шевченківської премії (1995).

## Творчий шлях
Закінчив Київську державну консерваторію (тепер Національна музична академія України) за фахом композиція в 1963 році по класу Б. Лятошинського.
З 1960-х років музика Сильвестрова звучить на міжнародних фестивалях, його твори виконують О. Криса, Ґ. Кремер, О. Любимов, І. Монігетті, О. Рудін, Г. Рождественський, І. Блажков та інші. Твори Сильвестрова виходять друком у багатьох престижних видавництвах Заходу, в тому числі «М. П. Бєляєв — Петерс».
У 1960-ті роки В. Сильвестров входить до творчої групи «Київський авангард», представники якої, всупереч жорсткому тиску з боку захисників панівної в СРСР естетики соцреалізму, відкривають нову сторінку історії української музики, орієнтуючись на нові стильові течії західноєвропейської музики та опановуючи сучасні композиторські техніки. Зокрема, композитор використовує у своїх творах додекафонію, алеаторику, сонористику. Характерним драматургічним принципом стає хвильова драматургія.
У 1970-ті композитор поступово відмовляється від традиційних технік авангарду, орієнтуючись на постмодернізм. Сам автор називає свій стиль «мета-музикою» («метафоричною музикою»). У творах цього періоду переважають медитативні, споглядальні настрої. Чільне місце займає притаманне постмодернізмові звертання до стилів минулих епох.
Характерною рисою стилю Сильвестрова стає постлюдійність, характерною драматургічною рисою — превалювання періодів спаду та diminuendo, на різних рівнях композиційної структури простежується типова для постмодерністської парадигми невизначеність. Індивідуальною особливістю фактури стає наявність звукової педалі, фону, в рамках якого виникають окремі знаки алюзій.
Ще однією важливою парадигмою постмодерну, наявною у творчості Сильвестрова, є невизначеність. Вона виявляється як у відсутності чітких композиційних схем, певній спонтанності мислення, так і на рівні ритмоструктур, інтонаційних побудов і взагалі звучання, що нерідко межує з тишею.
10 грудня 2023 року відбулася церемонія нагородження нобелівських лавреатів у Стокгольмі. Композиція «Вечірня серенада» Валентина Сильвестрова із циклу «Тиха музика» відкривала церемонію одразу після промови шведської кінознавиці, голови ради директорів Нобелівського фонду Астрід Содерберг Віддінг.

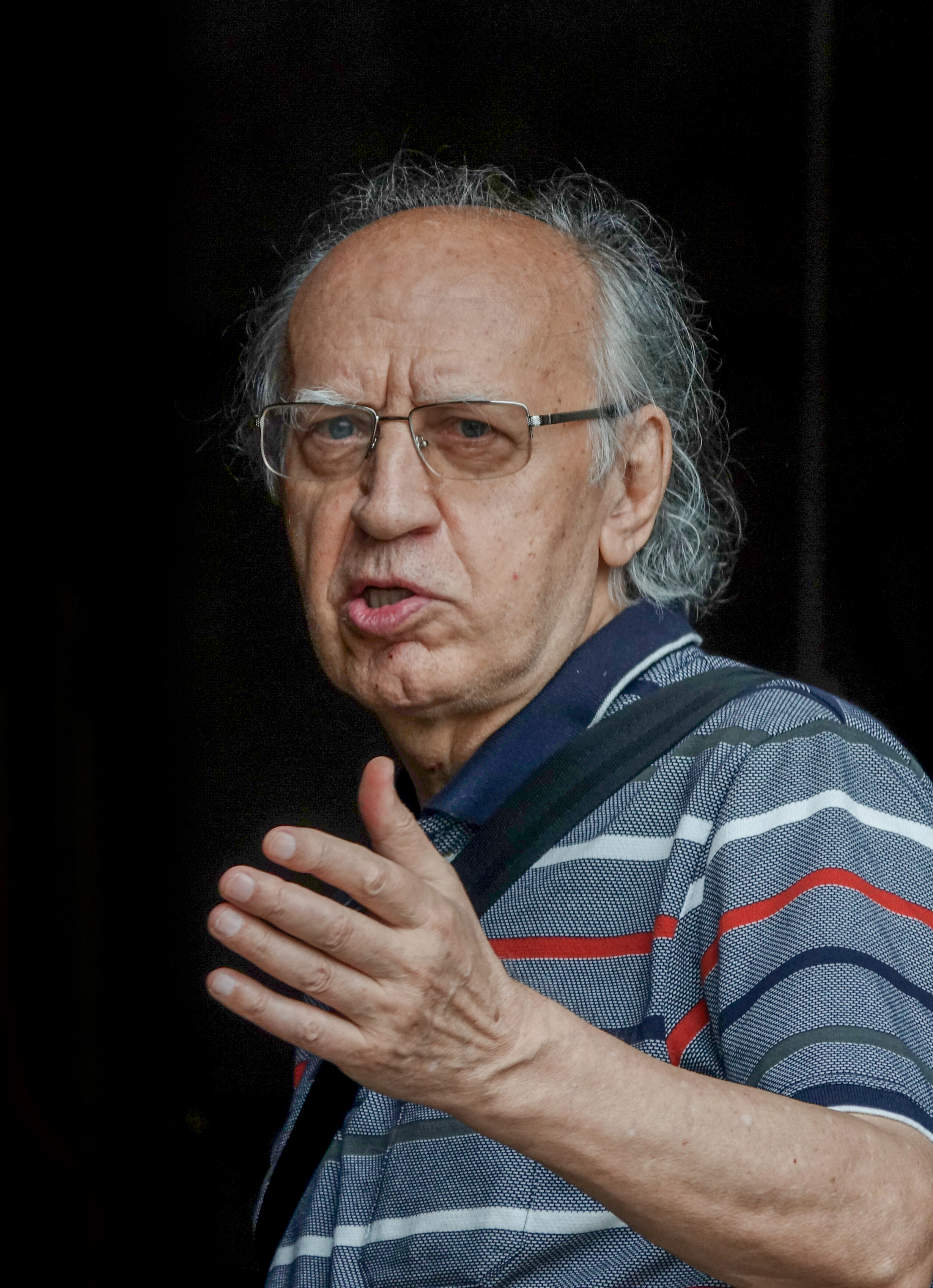

### Громадянська позиція
Валентин Сильвестров підтримував акції протесту в Києві 2004 і 2013–2014 років, пояснюючи це так: «Я все ж таки, як і будь-яка інша творча людина, більше індивідуаліст по своїй природі. Але наступає такий момент, коли просто неможливо не вийти. Коли так відверто доводять людей своїми мерзенними діями, притому глобально, що виникає таке обурення, що ти буквально втрачаєш розум…» При цьому чинну владу характеризував як «підлоту»:
|  | Дії влади для українців виглядають негарно. Схаменіться! Для нормальної людини видно, яка це підлота. Тут вже великими буквами написано, що це ПІДЛОТА. |

Стихійне повалення пам'ятника Леніна в Києві В. Сильвестров описував так:
|  | Пам'ятник знесли — це сумнівне досягнення революції, але досягнення. Влада ж змогла демонтувати пам'ятник Леніну на Майдані, могла б і цей так само спокійно прибрати. І помістити його в музей, бо він, можливо, має якусь скульптурну цінність. Це для кого його ставили, для комуністів? Адже пам'ятників Сталіну в Києві немає жодного. Навіщо ж тоді Леніну залишили, чим він кращий? Він обіцяв селянам землю і заводи, а вийшло смертовбивство суцільне. І цій людині пам'ятник встановлювати? |

Будучи російськомовним у побуті, Сильвестров є палким шанувальником української, і дає такі порівняльні характеристики української та російської мов:
|  | Я ще за радянських часів у Львові помітив, що коли ти перебуваєш в українській мові, в цій стихії, то раптом думки забарвлюються якось інакше. Коли переходиш із російської на українську, з'являється відчуття новизни відтінків, мова ніби з якимось цікавим вибриком, а коли, навпаки, з української на російську, то остання спочатку здається якоюсь прісною, по-лакейському вихолощеною. |

|  | Українська забарвленіша, російська – прозоріша. Різкий перехід із російської на українську чи навпаки – небажаний. Це різні системи. Наші філософські думки матимуть різний сенс залежно від мови. Візьміть для прикладу слова «божевільний» – як вільний від Бога, та «сумасшедший» — як технологічний процес. В українському варіанті звучить зі співчуттям, на відміну від російського. |

## Нагороди
- 1967 — лауреат Міжнародної премії ім. С. Кусевицького (США)
- 1970 — лауреат Міжнародного конкурсу композиторів «Gaudeamus» (Нідерланди)
- 1989 — Народний артист України
- 1995 — лавреат Державної премії України ім. Т. Шевченка
- 1997 — орден «За заслуги» ІІІ ступеня
- 2007 — орден Ярослава Мудрого V ступеня
- 2011 — Почесний доктор honoris causa Національного університету «Києво-Могилянська академія»
- 2016 — Почесний доктор honoris causa Національного університету «Острозька академія»
- 2017 — орден Ярослава Мудрого IV ступеня[8]

## У творчому доробку автора
(джерело інформації: мультимедійна база даних «Нова музика України»)

### для оркестру
- 9 симфоній
№ 1 (1963, ред. 1974)
№ 2 для флейти, ударних, фортепіано і струнного оркестру (1965)
№ 3 для великого симфонічного оркестру «Есхатофонія» (1965)
№ 4 для духових і струнних (1976)
№ 5 (1980—1982)
№ 6 (1994—1995)
№ 7 (2002—2003)
№ 8 (прем'єра в 2015)
№ 9 (прем'єра в 2019)

### для інструментів соло з оркестром
- «Монодія» для ф-но і симф.оркестру (1965)
- «Медитація» для віолончелі і камерного оркестру (1972)
- «Постлюдія» для ф-но і симф. оркестру (1984)
- «Посвята» для скрипки і симф. оркестру (1990-91)
- «Метамузика» для ф-но і симф. оркестру (1992)
- «Вісник» для ф-но і струнних (1997)
- «Епітафія» для ф-но та струнного оркестру (1999)
- Концерт для скрипки з оркестром (2016)

### для голосу з оркестром
- «Exegi monumentum» на вірші О. С. Пушкіна для баритона і симф. оркестру (1985-87)(рос.)
- «Ода солов'ю», для сопрано і камерного оркестру (1997)(рос.)
- Осіння серенада для сопрано і камерного оркестру (1980—2000)(рос.)

### для камерного оркестру
- «Спектри» (1965)
- Поема пам'яті Лятошинського (1968)
- Серенада (1978)
- Інтермеццо (1983)

### для хору
- Кантата на вірші Ф. Тютчева та О. Блока (1973)(рос.)
- «Лісова музика» на сл. Айгі для сопрано, валторни і ф-но (1977-78)(рос.)
- Кантата на вірші Т. Шевченка (1977)
- Елегія (на сл. Шевченка, 1996)
- Реквієм для Лариси (на сл. Т.Шевченка, 1997-99)
- 2 Диптихи на слова Т.Шевченка (1995, 2016)
- Псалми на слова Т. Шевченка (2005)
- «Українські псалми» на народні слова (2006)
- 4 Псалми Давида (2006; 2007)
- Три Алілуї (2006—2012)
- 13 Духовних піснеспівів (2006—2013)
- «Триптих» (2013)
- 4 триптихи на слова Т.Шевченка (2013—2015)
- Піснеспіви на слова Т. Шевченка (2014)
- Майдан — Київ (2014)
- In memorian (2020)

### камерна музика
| - 2 струнних квартети та Квартет-пікколо - Квінтет - «Містерія» для альт-флейти та ударних - Тріо для флейти, труби та челести - «Проекція на клавесин, вібрафон і дзвони» - «Драма» для скрипки, віолончелі та ф-но | - Соната для віолончелі та ф-но - 3 постлюдії - Пост скриптум для скрипки та ф-но - Епітафія Л. Б. для альта і ф-но - Містеріозо для кларнета - Елегія для віолончелі - Ікона |

### Для фортепіано соло

#### 1960—2000
- Сонатина (1960)
- 5 п'єс (1961)
- Тріада (1962)
- 3 Сонати (1972; 1975; 1979)
- Класична соната (1975)
- Елегія (1967)
- «Дитяча музика» (1973)

- «Музика в старовинному стилі» (1973)
- «Кіч-музика» (1977)
- «Віддалена музика» (1993)
- «Наївна музика» (1993)
- «Усна музика» (1998-99)
- «Ноктюрн» (2000)
- Інтермеццо та Багателі (2000)

#### 2005+
- 3 багателі (2005)  Ор. 1 .
- 4 п'єси (2006)  Ор. 2 .
- 3 вальсу і постлюдія (2005–2006)  Ор. 3 .
- 3 багателі (2005)  Ор. 4 .
- Постлюдія (2005)  Ор. 5 .
- 3 багателі (2005–2006)  Ор. 6 .
- 3 п'єси (2003)  Ор. 9 .
- Моменти (2003)  Ор. 10 .
- 2 вальсу (2002–2003)  Ор. 11 .
- 2 багателі (2004)  Ор. 16 .
- 4 постлюдії (2004)  Ор. 21 .
- 3 п'єси (2005)  Ор. 38 .
- 4 багателі (2005)  Ор. 41 .
- 7 п'єс (2005)  Ор. 46 .
- 2 мазурки (2005)  Ор. 56 .
- 3 постлюдії (2005)  Ор. 57 .
- 2 елегії (2005)  Ор. 60 .
- 3 постлюдії (2005)  Ор. 64 .
- 3 багателі (2006)  Ор. 73 .
- 3 колискових і елегія (2006)  Ор. 75 .
- 2 п'єси (2007)  Ор. 96 .
- 5 вальсів (2007)  Ор. 98 .
- 9 вальсів (2007)  Ор. 106 .
- 5 музичних моментів (2007)  Ор. 107 .

### Для голосу з фортепіано
| - 2 романси на вірші О. Блока - «Тихі пісні» (1977)(рос.) - «Прості пісні» (1974—1981) - «Старовинна балада» | - «Ступені» - «Кіч-пісні» - 4 пісні на слова О. Мандельштама - 3 пісні на слова Блока, Маяковського та Івашкевич (2003)(рос.) |

### Фільмографія
| - «Білі хмари» (1968) - «Карантин» (1968) - «Це було в Міжгір'ї» (1975) - «Єралашний рейс» (1977) - «Пізнаючи білий світ» (1978, реж. К. Муратова) - «Незрима робота» (1979) - «Пробивна людина» (1979) - «Грачі» (1982) - «Не було б щастя...» (1983) - «Наближення до майбутнього» (1986) | - «Сад Гетсиманський» (1993) - «Чеховські мотиви» (2002, реж. К. Муратова) - «Настроювач» (2004, реж. К. Муратова) - «Час прощання» (2005, реж. Франсуа Озон) - «Два в одному» (2007, реж. К. Муратова) - «Мелодія для катеринки» (2009, реж. К. Муратова) - «Одвічне повернення» (2012, реж. К. Муратова) - «Валерій Ламах. Коло життя» (2013, док., реж. А. Сирих) |